# Kazuistyka
Kazuistyka (łac. casus, przypadek) – rozstrzyganie, w poszczególnym wypadku (casus) i przy danych okolicznościach, moralnych lub prawnych wątpliwości, jakie się nasuwają przy zbiegu (kolizji) sprzecznych obowiązków. Stąd rozróżnia się kazuistykę moralną (teologiczną) i prawniczą.
Filozof niemiecki z końca XVIII w., Immanuel Kant, nazwał kazuistykę „Dialektyką sumienia”. Początki kazuistyki znajdujemy już u stoików (szkoły filozoficznej w starożytnej Grecji i Rzymie) i u talmudystów.
Potocznie: krytyczne określenie przebiegłego, ale pokrętnego argumentowania uzasadniającego zwłaszcza moralne tezy, jak u sofistów.

## Medycyna
W medycynie (choć nie tylko) kazuistyką jest omówienie problemu przez wyliczenia znanych przypadków czy przykładów, np. istnieje książka Jerzego Sochy i Józefa Ryżko pod tytułem Kazuistyka gastroenterologiczna u dzieci, albo książka Janusza Krzyżowskiego pt. Kazuistyka psychiatryczna.

## Prawo
W prawie mianem kazuistyki określa się jedną z metod formułowania zasad i przepisów, polegająca w większym stopniu na przewidywaniu szczegółowych przypadków niż na wyznaczaniu i wytyczaniu uniwersalnych zasad.

## Religia

### Chrześcijaństwo
Kazuistyka stanowiła metodę postępowania obecną w katolicyzmie, rozpowszechnioną przez jezuitów i nazywaną także gradacją grzechów. Kazuiści chcieli wyznaczyć ścisłą granicę pomiędzy grzechem ciężkim a grzechem lekkim, z którego nie trzeba się spowiadać.
Z uwagi na częste usprawiedliwianie poszczególnych przypadków i czynienie wyjątków od twardych zasad, kazuistykę nazywa się czasem teologią łatwego chrześcijaństwa, czy szerokich bram raju. W opozycji do kazuistów pozostawali potępieni przez Watykan janseniści (zjadliwe Prowincjałki Pascala). Kazuistyka pozostaje zasadniczo oficjalną nauką Kościoła.